# Timmernabben

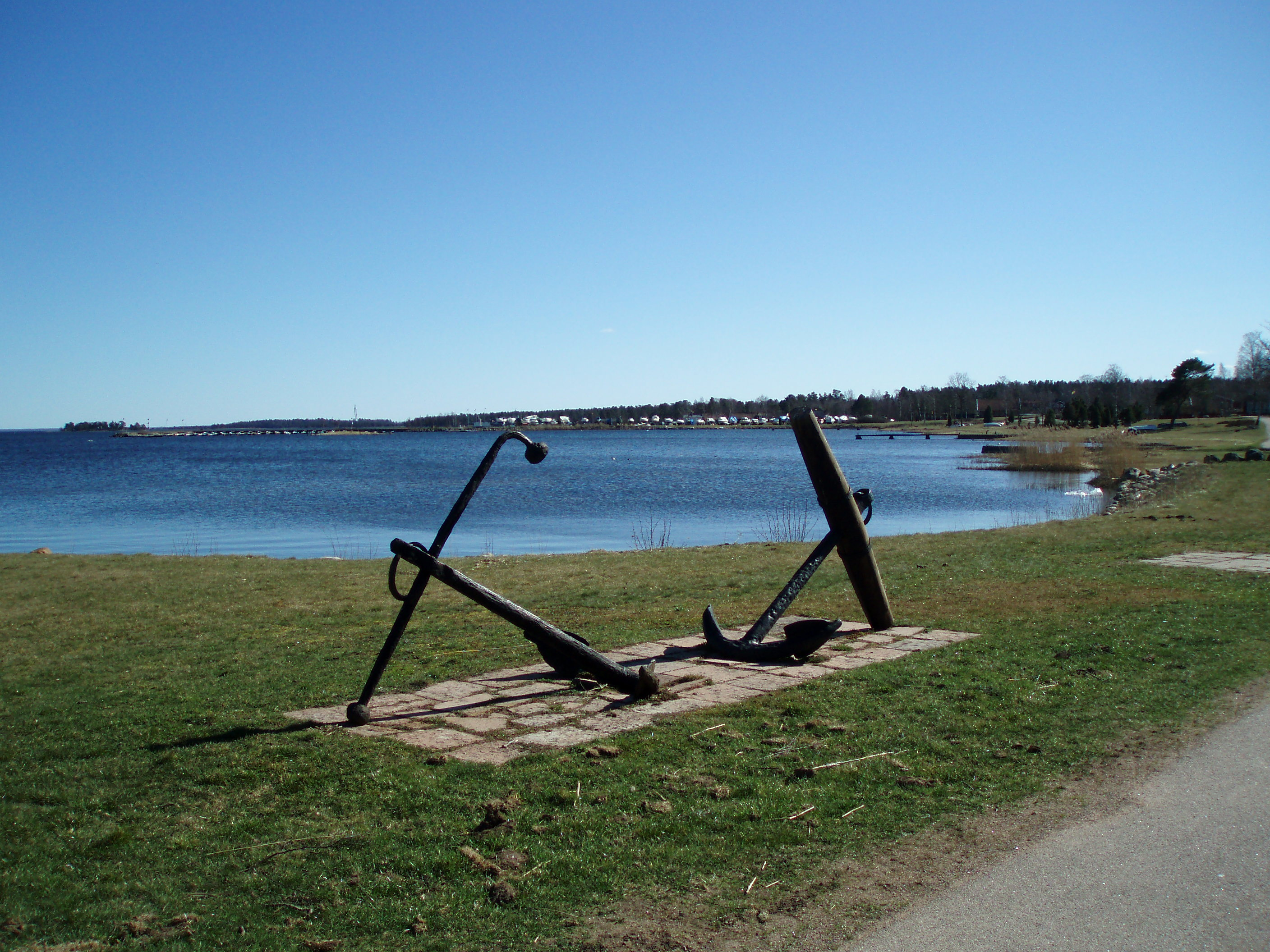
Två ankare är placerade mitt i orten för att påminna om ortens bakgrund inom sjöfarten

Timmernabben är en tätort i Ålems socken, Mönsterås kommun i Kalmar län. Den var tidigare lots- och lastageplats för utskeppning av timmer med varvsindustri.
Orten ligger vid Kalmarsund. Namnet är sammansatt av orden "timmer" och "nabbe", där nabbe är en synonym för udde.

## Historia

### Förhistorisk tid
De äldsta tecken som tyder på bosättningar i området för dagens samhälle är från bronsåldern. Anledningen till att tidigare fynd saknas kan vara att området tidigare legat under havsytan. Fynden är ett koncentrerade till ett gravfält i Nyemåla där arkeologiska undersökningar gjordes år 1935.
Gravfältet rymmer fem rösen samt en rund stensättning. Den största högen var vid undersökningarna sedan länge plundrad på fynd och inga fynd kunde därför göras där. I en av de mindre högarna kunde man däremot finna lerskärvor och brända benrester samt bränd jord som visar att den döde bränts på platsen och lagts i en lerkruka innan röset rests. Genom lerkrukan har gravfältet kunnat dateras till just bronsålder. Det största röset i Nyemåla kallas drakröset efter en nu bortglömd sägen om hur en drake vaktade en skatt där.
Ytterligare ett gravfält, något yngre och mindre, finns vid Gäddenäs udde. Detta är daterat till vikingatiden. Här finns 2 rösen, 2 runda stensättningar och kanske det mest intressanta, 2 labyrinter eller också kallade trojaborgar. Även detta gravfält undersöktes vid 1935 års utgrävningar.

### Medeltid
Området för dagens samhälle bestod under medeltiden, och var uppdelat, av två bondbyar; Gissemåla söder om bäcken och Nyemåla norr om. Till de olika gårdarna hörde även olika öar i skärgården.
Gissemåla finns omnämnt redan under 1300-talet, då tillhörande Kalmar nunnekloster. Byn föll till Gustav Vasa i och med reformationen men köptes av Johan Skytte 1622. Äldsta bonden att omnämnas på Gissemåla är Johan Tideka (Jödde Tyreka) år 1545.
Nyemåla omnämns tidigast 1467 som morgongåva från Sten Sture den äldre till sin hustru Ingeborg av den Tottska ätten. Äldsta kända bonden på Nyemåla är Per Gislesson år 1545. Byn föll till Gustav Vasa men Erik XIV återställde den 1563 till den Tottska ätten. I och med Johans Skyttes köp av Strömsrums herrgård kom Nyemåla att tillhöra Skytteanska ätten och ärvdes sedan av Gunilla Skytte.

### 1600-1700
Dagens moderna samhälle har utvecklats ur lastplatserna Tillingenabben och Timmernabben. Tillingenabben finns omnämnt så tidigt som 1680.
Lastplatserna användes redan under 1700-talet flitigt till att skeppa ut timmer från skärgårdens öar, och det är därifrån Timmernabben har fått sitt namn: "udden där man skeppar ut timmer". Tidigare hade en udde något längre söderut används som lastplats för både Gissemålaborna och även Carl Rappe på Strömsrum. År 1764 omnämner, och använder, dock Carl Rappe lastplatsen ”Timmernabben”. 1766 klagar borgerskapet i Kalmar på virkesutskeppningarna i Timmernabben då söderomliggande Pataholms köping hade de egentliga rättigheterna. Dock nämns hur kronan säljer ett parti ekvirke på auktion vid ”lastageplatsen Timmernabben” 1795.

### 1800-tal
Det är först under 1800-talet som man kan börja tala om någon organiserad handel i Timmernabben. Nils Ohlsson (1800–1860), valthornist vid Kalmar kungliga regemente, flyttar till Timmernabben för att starta en trävaruhandel. Han ses ofta som samhällets grundare. Här börjar nämligen en livlig period av handel, skeppsbyggeri, rederi m.m runt vilket samhället växer. 1825 får Ohlsson sin verksamhet godkänd av Kalmar borgarråd. 1847 tar Nils bror Sven (1814–1885) över som ensam ägare och trävaruhandeln utökas ytterligare. Ett försök att konkurrera med bröderna i Timmernabben gjordes under 1850-talet av P.L. Carlström med virkesexport från Tillingenabben. Företaget sattes dock i konkurs 1859.
Det första varvet att starta var det s.k. Danska varvet under 1840-talet. Varvet drevs först av Andreas Pettersson men togs under 1850-talet över av dansken J.C. Brinek-Seidelin, varav namnet. Även det andra varvet som startades 1857 drevs av en dansk, Henrik Lorentzen Hammer (1830–1910) från Bornholm. Från detta kan idag ses kvarnen som drev sågen. Han gifte sig med en av Sven Ohlssons döttrar, Amalia Ohlsson, och grundade 1859 Tillinge Fajansfabrik som sedan blev Gabriel Keramik. I och med Hammers större engagemang vid fabriken, tog Carl Johan Bring över varvet som därför kallas ibland för det Hammerska eller Bringska.
Det tredje och sista varvet drevs av bröderna Ohlsson som även hade ett rederi. Även detta varv startades under 1850-talet. Att det vid denna tid hade vuxit upp ett helt samhälle på platsen kan sägas eftersom Timmernabben 1855 fick tillåtelse att en dag i vecka ha torgdag. Förutom de som arbetade på varven bodde flera sjömän i Timmernabben. Det var dessutom inte ovanligt att man ägde andelar i fartyg. Varv fanns även på närliggande Lövö och Råsnäs.
Svenska handelsflottan hade under 1800-talets senare hälft ett 70-tal skutor som hade Timmernabben som byggnadsort.

### Befolkningsutveckling
| Befolkningsutvecklingen i Timmernabben 1960–2020 | Befolkningsutvecklingen i Timmernabben 1960–2020 | Befolkningsutvecklingen i Timmernabben 1960–2020 | Befolkningsutvecklingen i Timmernabben 1960–2020 | Befolkningsutvecklingen i Timmernabben 1960–2020 |
| ------------------------------------------------ | ------------------------------------------------ | ------------------------------------------------ | ------------------------------------------------ | ------------------------------------------------ |
|                                                  |                                                  |                                                  |                                                  |                                                  |
| År                                               |                                                  |                                                  | Folkmängd                                        | Areal (ha)                                       |
| 1960                                             | 1960                                             |                                                  | 636                                              |                                                  |
| 1965                                             | 1965                                             |                                                  | 754                                              |                                                  |
| 1970                                             | 1970                                             |                                                  | 877                                              |                                                  |
| 1975                                             | 1975                                             |                                                  | 1 007                                            |                                                  |
| 1980                                             | 1980                                             |                                                  | 1 254                                            |                                                  |
| 1990                                             | 1990                                             |                                                  | 1 282                                            | 141                                              |
| 1995                                             | 1995                                             |                                                  | 1 369                                            | 149                                              |
| 2000                                             | 2000                                             |                                                  | 1 341                                            | 149                                              |
| 2005                                             | 2005                                             |                                                  | 1 341                                            | 149                                              |
| 2010                                             | 2010                                             |                                                  | 1 276                                            | 149                                              |
| 2015                                             | 2015                                             |                                                  | 1 357                                            | 192                                              |
| 2020                                             | 2020                                             |                                                  | 1 412                                            | 218                                              |
|                                                  |                                                  |                                                  |                                                  |                                                  |

## Näringsliv
Timmernabben har idag visst fiske samt en del tillverkning av kakelugnar och konfektyr.
De flesta av invånarna arbetar på annan ort.

## Föreningsliv
Timmernabben har ett fotbollslag i idrottsföreningen Timmernabbens IF.
I Timmernabben ligger även Ålems scoutkår.